# Мазер, Вернер
Вернер Ма́зер (нем. Werner Maser; 12 июля 1922, Параденингкен — 5 апреля 2007, Шпайер, Рейнланд-Пфальц) — немецкий историк, журналист и преподаватель. Специализировался на истории Третьего рейха. Первым из учёных определил, что «дневники Гитлера» были подделкой.

## Биография
Родился 12 июля 1922 года в семье фермера и коннозаводчика Густава Мазера и его жены Августы, урождённой Зиберт. Окончил Высшее реальное училище в Кёнигсберге. Во время Второй мировой войне служил офицером в пехоте. После окончания войны находился в советском спецлагере.
После войны изучал в Берлине, Мюнхене и Эрлангене теологию, философию, политологию, педагогику и германистику. С 1950 года работал научным ассистентом Эрнста Никиша в университете им. Гумбольдта в Восточном Берлине. В декабре 1954 года защитил докторскую диссертацию.
С 1955 по 1957 год работал редактором словаря во Франкфурте-на-Майне, с 1957 по 1960 год — главным редактором различных журналов в Бохуме, Леверкузене и Мангейме. Позже преподавал в Мюнхенской высшей политической школе при Мюнхенском техническом университете. С 1991 года и до своей отставки в 1993 году преподавал в Галле-Виттенбергском университете.
Как историк занимался исследованием периода национал-социализма. Главными его достижениями являются первоначальная оценка документов из архива нацистской партии и исследование всех доступных первичных источников информации о Гитлере. Ему удалось собрать также материалы о людях, которые по разным причинам и в разное время имели дело с Гитлером, и подкрепить свои выводы экспертными свидетельствами медиков, психологов и графологов.
Некоторые родственники Гитлера назначили Мазера управляющим его наследственным имуществом.
Последние годы жил со своей второй женой Ингой в Шпайере, где и умер 5 апреля 2007 года. У него было трое детей.

## Критика
Некоторые версии Мазера являются спорными. Так, например, не все разделяют его версию о том, что французский железнодорожник Жан Лоре был внебрачным сыном Адольфа Гитлера.

## Сочинения
- Adolf Hitler: Legende — Mythos — Wirklichkeit; Köln: Naumann & Göbel, 1971 (München, Esslingen: Bechtle, 200118); ISBN 3-7628-0521-0
- Hitlers Briefe und Notizen. Sein Weltbild in handschriftlichen Dokumenten; Graz: Leopold Stocker Verlag, 2002; ISBN 3-7020-0950-7
- Die Frühgeschichte der NSDAP. Hitlers Weg bis 1924; Bonn: Athenäum, 1965
- Der Sturm auf die Republik. Frühgeschichte der NSDAP; Frankfurt am Main: Ullstein, 1981; ISBN 3-548-34041-5
- Adolf Hitler. Mein Kampf. Geschichte. Auszüge. Kommentare; Esslingen: Bechtle, 2001; ISBN 3-7628-0409-5
- Adolf Hitler. Das Ende der Führerlegende; München: Moewig, 1982; ISBN 3-8118-4325-7
- Nürnberg. Tribunal der Sieger; Düsseldorf: Econ, 1977; Schnellroda: Edition Antaios, 2005; ISBN 3-935063-37-7 (englisch: Trial of A Nation; London: Penguin Books Ltd.)
- Das Regime. Alltag in Deutschland 1933—1945; Berlin: Dietz, 1990; ISBN 3-320-01732-2
- Fälschung, Dichtung und Wahrheit über Hitler und Stalin; München: Olzog, 2004; ISBN 3-7892-8134-4
- Der Wortbruch. Hitler, Stalin und der Zweite Weltkrieg; Selent: Pour le Mérite Verlag, 2007; ISBN 978-3-932381-06-5
- Reichspräsident Friedrich Ebert. Sozialdemokrat und Patriot. Eine politische Biographie; Inning a. Ammersee: Druffel & Vowinckel, 2007
- Genossen beten nicht — Kirchenkampf des Kommunismus; Köln: Verlag Wissenschaft und Politik, 1963.
- Als Herausgeber: Wilhelm Keitel. Mein Leben — Pflichterfüllung bis zum Untergang. Hitlers Generalfeldmarschall und Chef des Oberkommandos der Wehrmacht in Selbstzeugnissen; Berlin: edition q im Quintessenz Verlag, 1998; ISBN 3-86124-353-9

### Переводы на русский язык
- Вернер Мазер. Адольф Гитлер. Легенда. Миф. Действительность. – Ростов-на-Дону: Феникс, 1998. – 604 с.
- Вернер Мазер. История «Майн кампф». — М.: Вече, 2007. – 416 с.
- Мазер Вернер. Гельмут Коль: Биография. — М.: Новости, 1993. – 376 с. ISBN 5-7020-0350-0